# الأهرام إبدو
الأهرام إبدو (بالفرنسية: Al-Ahram Hebdo)‏ جريدة مصرية تصدر بالفرنسية عن مؤسسة الأهرام، والتي تصدر أيضا الأهرام ويكلي باللغة الإنكليزية.

## الإدارة
- مدير التحرير: فؤاد منصور
- رئيس تحرير: هشام مراد

## روابط خارجية
- الموقع الرسمي